# Tipsport liga 2013
Zimní Tipsport liga 2013 je šestý ročník fotbalového turnaje po změně jeho názvu, hraný ve dnech od 5. do 27. ledna ve čtyřech městech České republiky. Turnaje se účastní 20 klubů zařazených do čtyř skupin..
Poprvé v historii turnaje se v závěrečné fázi nehrál pouze playoff o konečné umístění, ale také zápasy týmů na dalších pozicích. Tyto zápasy se odehrály ve finálovém víkendu. V těchto zápasech se utkaly proti sobě týmy, které skončily na stejné pozici ve skupině. Jednalo se o zápasy týmů skupin A proti B a C proti D.

## Účastníci
- SK Slavia Praha
- FK Teplice
- FC Slovan Liberec
- FK Baumit Jablonec
- Bohemians 1905
- SK Dynamo České Budějovice
- FC Hradec Králové
- FC Dukla Praha
- Viktoria Žižkov
- FC MAS Táborsko
- FC Zbrojovka Brno
- FC Vysočina Jihlava
- 1. FC Slovácko
- FC Fastav Zlín
- 1. SC Znojmo
- Baník Ostrava
- SK Sigma Olomouc
- MFK Karviná
- MFK Frýdek-Místek
- FK Slavia Orlová

## Hostující města
| Město   | Skupina | Stadion                         | Zápasy                           |
| Praha   | A       | Eden, Praha-Vršovice            | zápasy Hradce Králové ve skupině |
| Beroun  | B       | areál Český lev Union Beroun    | semifinále, finále               |
| Brno    | C       | Sport. cent. Brněnské Ivanovice |                                  |
| Karviná | D       | areál Kovona Karviná            |                                  |

## Skupiny

### Skupina A
| #  | Tým                | Z | V | R | P | + | - | B |
| 1. | SK Slavia Praha    | 4 | 3 | 0 | 1 | 8 | 4 | 9 |
| 2. | Slovan Liberec     | 4 | 2 | 0 | 2 | 6 | 8 | 6 |
| 3. | FK Baumit Jablonec | 4 | 2 | 0 | 2 | 6 | 9 | 6 |
| 4. | Bohemians 1905     | 4 | 1 | 1 | 2 | 8 | 7 | 4 |
| 5. | FK Teplice         | 4 | 1 | 1 | 2 | 7 | 7 | 4 |

| 9. ledna 2013 11:00 CET |       |                                   |                                               |
| FK Teplice              | 1 - 2 | FK Baumit Jablonec                | areál Slavie Praha Eden, Praha rozhodčí: Jech |
| 89' Aidin Mahmutovič    |       | 31' David Lafata 71' Ondřej Vaněk | areál Slavie Praha Eden, Praha rozhodčí: Jech |

| 12. ledna 2013 11:00 CET |       |                                       |                                                 |
| FK Teplice               | 1 - 2 | Slovan Liberec                        | areál Slavie Praha Eden, Praha rozhodčí: Drábek |
| 57' Aidin Mahmutovič     |       | 72' Jiří Pimpara 80' Vojtěch Hadaščok | areál Slavie Praha Eden, Praha rozhodčí: Drábek |

| 12. ledna 2013 13:00 CET                                 |       |                                 |                                                |
| FK Baumit Jablonec                                       | 3 - 2 | Bohemians 1905                  | areál Slavie Praha Eden, Praha rozhodčí: Lerch |
| 44' Karel Piták 72' Lukáš Zoubele 74' Daniel Silva Rossi |       | 66' Petr Nerad 71' Matěj Štochl | areál Slavie Praha Eden, Praha rozhodčí: Lerch |

| 13. ledna 2013 13:00 CET                                  |       |                                                         |                                                |
| FK Teplice                                                | 3 - 3 | Bohemians 1905                                          | areál Slavie Praha Eden, Praha rozhodčí: Jílek |
| 14' Andrej Kerič 43' Martin Jindráček 67' David Jablonský |       | 48' Jan Moravec 60' (pen) Martin Jirouš 73' Michal Šmíd | areál Slavie Praha Eden, Praha rozhodčí: Jílek |

| 16. ledna 2013 11:00 CET |       |                                 |                                               |
| FK Baumit Jablonec       | 1 - 2 | Slovan Liberec                  | areál Slavie Praha Eden, Praha rozhodčí: Orel |
| 75' Ondřej Vaněk         |       | 55' Josef Šural 78' Lukáš Szabo | areál Slavie Praha Eden, Praha rozhodčí: Orel |

| 16. ledna 2013 13:00 CET |       |                |                                                  |
| SK Slavia Praha          | 1 - 0 | Bohemians 1905 | areál Slavie Praha Eden, Praha rozhodčí: Nenadál |
| 23' Milan Nitrianský     |       |                | areál Slavie Praha Eden, Praha rozhodčí: Nenadál |

| 19. ledna 2013 11:00 CET |       |                                                      |                                                |
| Slovan Liberec           | 0 - 3 | Bohemians 1905                                       | areál Slavie Praha Eden, Praha rozhodčí: Bílek |
|                          |       | 12' Martin Jirouš 64' Lukáš Budínský 84' Michal Šmíd | areál Slavie Praha Eden, Praha rozhodčí: Bílek |

| 19. ledna 2013 13:00 CET                                           |       |                    |                                                  |
| SK Slavia Praha                                                    | 4 - 0 | FK Baumit Jablonec | areál Slavie Praha Eden, Praha rozhodčí: Kovařík |
| 29' Martin Jehar 32' Luboš Tusjak 73' Milan škoda 80' Robert Hrubý |       |                    | areál Slavie Praha Eden, Praha rozhodčí: Kovařík |

| 23. ledna 2013 12:30 CET             |       |                                                            |                                                |
| Slovan Liberec                       | 2 - 3 | SK Slavia Praha                                            | areál Slavie Praha Eden, Praha rozhodčí: Vorel |
| 12' Vojtěch Hadaščok 18' Josef Šural |       | 39' (pen) Karol Kisel 45' Ondřej Petrák 88' Marek Červenka | areál Slavie Praha Eden, Praha rozhodčí: Vorel |

| 23. ledna 2013 14:30 CET |       |                                             |                                                 |
| SK Slavia Praha          | 0 - 2 | FK Teplice                                  | areál Slavie Praha Eden, Praha rozhodčí: Franěk |
|                          |       | 10' (pen) Aidin Mahmutović 88' Andrej Kerič | areál Slavie Praha Eden, Praha rozhodčí: Franěk |

### Skupina B
| #  | Tým                 | Z | V | R | P | +  | - | B |
| 1. | SK Hradec Králové   | 4 | 2 | 1 | 1 | 6  | 4 | 7 |
| 2. | FK Dukla Praha      | 4 | 2 | 1 | 1 | 6  | 6 | 7 |
| 3. | FC MAS Táborsko     | 4 | 2 | 1 | 1 | 10 | 5 | 7 |
| 4. | Viktoria Žižkov     | 4 | 1 | 1 | 2 | 4  | 8 | 4 |
| 5. | SK České Budějovice | 4 | 1 | 0 | 3 | 4  | 7 | 3 |

| 9. ledna 2013 11:00 CET               |       |                                |                                                 |
| Viktoria Žižkov                       | 2 - 2 | FK Dukla Praha                 | areál Český lev Union, Beroun rozhodčí: Kalenda |
| 52' Martin Surynek 90' Marcel Šťastný |       | 4' Josef Marek 81' Josef Marek | areál Český lev Union, Beroun rozhodčí: Kalenda |

| 9. ledna 2013 13:00 CET             |       |                                  |                                                |
| SK Hradec Králové                   | 2 - 2 | FC MAS Táborsko                  | areál Slavie Praha Eden, Praha rozhodčí: Lerch |
| 64' Jaroslav Zelený 82' Haris Harba |       | 26' Lukáš Mach 45' Ivan Ciferský | areál Slavie Praha Eden, Praha rozhodčí: Lerch |

| 12. ledna 2013 11:00 CET |       |                                 |                                                |
| SK České Budějovice      | 1 - 2 | FC MAS Táborsko                 | areál Český lev Union, Beroun rozhodčí: Houdek |
| 82' Petr Benát           |       | 40' Peter Mráz 69' Adnan Džafič | areál Český lev Union, Beroun rozhodčí: Houdek |

| 12. ledna 2013 15:00 CET |       |                                 |                                                  |
| FK Dukla Praha           | 0 - 2 | SK Hradec Králové               | areál Slavie Praha Eden, Praha rozhodčí: Kovařík |
|                          |       | 63' Haris Harba 74' Haris Harba | areál Slavie Praha Eden, Praha rozhodčí: Kovařík |

| 13. ledna 2013 11:00 CET |       |                 |                                                |
| SK Hradec Králové        | 1 - 0 | Viktoria Žižkov | areál Slavie Praha Eden, Praha rozhodčí: Paták |
| 33' Radek Voltr          |       |                 | areál Slavie Praha Eden, Praha rozhodčí: Paták |

| 16. ledna 2013 11:00 CET |       |                                        |                                                 |
| SK České Budějovice      | 1 - 2 | FK Dukla Praha                         | areál Český lev Union, Beroun rozhodčí: Kalenda |
| 73' Roman Vermek         |       | 55' Luboš Kalouda 57' (vl) Pavel Novák | areál Český lev Union, Beroun rozhodčí: Kalenda |

| 19. ledna 2013 13:00 CET               |       |                 |                                                 |
| FK Dukla Praha                         | 2 - 1 | FC MAS Táborsko | areál Český lev Union, Beroun rozhodčí: Vlasjuk |
| 18' Zdeněk Pospěch 51' Vojtěch Přeučil |       | 23' Aleš Kočí   | areál Český lev Union, Beroun rozhodčí: Vlasjuk |

| 19. ledna 2013 15:00 CET |       |                                     |                                              |
| SK České Budějovice      | 0 - 2 | Viktoria Žižkov                     | areál Český lev Union, Beroun rozhodčí: Orel |
|                          |       | 59' Martin Kotyza 68' Martin Kotyza | areál Český lev Union, Beroun rozhodčí: Orel |

| 23. ledna 2013 11:00 CET          |       |                   |                                                 |
| SK České Budějovice               | 2 - 1 | SK Hradec Králové | areál Slavie Praha Eden, Praha rozhodčí: Drábek |
| 42' Ivo Táborský 69' Ivo Táborský |       | 15' Juraj Tomášek | areál Slavie Praha Eden, Praha rozhodčí: Drábek |

| 23. ledna 2013 13:00 CET |       |                                                                                                  |                                                |
| Viktoria Žižkov          | 0 - 5 | FC MAS Táborsko                                                                                  | areál Český lev Union, Beroun rozhodčí: Houdek |
|                          |       | 20' Vladimír Dobal 40' Miloslav Strnad 72' (pen) Martin Jasanský 73' Jan Jelínek 87' Tomáš Mašek | areál Český lev Union, Beroun rozhodčí: Houdek |

### Skupina C
| #  | Tým                 | Z | V | R | P | +  | -  | B  |
| 1. | FC Vysočina Jihlava | 4 | 3 | 1 | 0 | 11 | 2  | 10 |
| 2. | 1. SC Znojmo        | 4 | 2 | 1 | 1 | 7  | 5  | 7  |
| 3. | FC Zbrojovka Brno   | 4 | 2 | 1 | 1 | 4  | 4  | 7  |
| 4. | 1. FC Slovácko      | 4 | 1 | 0 | 3 | 5  | 11 | 3  |
| 5. | FC Fastav Zlín      | 4 | 0 | 1 | 3 | 4  | 9  | 1  |

| 9. ledna 2013 11:00 CET                      |       |                                   |                                                             |
| 1. FC Slovácko                               | 3 - 2 | FC Fastav Zlín                    | sportovní centrum Brněnské Ivanovice, Brno rozhodčí: Plesar |
| 22' Roman Haša 69' Roman Haša 71' Roman Haša |       | 33' Tomáš Polách 84' Radim Bublák | sportovní centrum Brněnské Ivanovice, Brno rozhodčí: Plesar |

| 9. ledna 2013 13:00 CET |       |                                                                                   |                                                               |
| FC Zbrojovka Brno       | 0 - 4 | FC Vysočina Jihlava                                                               | sportovní centrum Brněnské Ivanovice, Brno rozhodčí: Machálek |
|                         |       | 23' Lukáš Vaculík 28' (vl) Luděk Pernica 70' Ondřej Šourek 71' (pen) Karol Karlík | sportovní centrum Brněnské Ivanovice, Brno rozhodčí: Machálek |

| 12. ledna 2013 11:00 CET                        |       |                                        |                                                                |
| 1. SC Znojmo                                    | 3 - 2 | 1. FC Slovácko                         | sportovní centrum Brněnské Ivanovice, Brno rozhodčí: Trávníček |
| 16' Roman Švarc 20' Adam Ševčík 35' Adam Ševčík |       | 74' Vlastimil Daníček 90' Martin Holek | sportovní centrum Brněnské Ivanovice, Brno rozhodčí: Trávníček |

| 12. ledna 2013 13:00 CET |       |                           |                                                            |
| FC Vysočina Jihlava      | 1 - 1 | FC Fastav Zlín            | sportovní centrum Brněnské Ivanovice, Brno rozhodčí: Gallo |
| 35' Marin Glasnovič      |       | 74' (pen) Pavel Malcharek | sportovní centrum Brněnské Ivanovice, Brno rozhodčí: Gallo |

| 13. ledna 2013 11:00 CET          |       |                |                                                               |
| FC Zbrojovka Brno                 | 2 - 0 | FC Fastav Zlín | sportovní centrum Brněnské Ivanovice, Brno rozhodčí: Adámková |
| 34' Pavel Mezlík 63' Pavel Mezlík |       |                | sportovní centrum Brněnské Ivanovice, Brno rozhodčí: Adámková |

| 16. ledna 2013 11:00 CET |       |              |                                                             |
| FC Zbrojovka Brno        | 0 - 0 | 1. SC Znojmo | sportovní centrum Brněnské Ivanovice, Brno rozhodčí: Plesar |
|                          |       |              | sportovní centrum Brněnské Ivanovice, Brno rozhodčí: Plesar |

| 16. ledna 2013 13:00 CET |       |                                                                      |                                                             |
| 1. FC Slovácko           | 0 - 4 | FC Vysočina Jihlava                                                  | sportovní centrum Brněnské Ivanovice, Brno rozhodčí: Plesar |
|                          |       | 46' Jan Kosak 49' Václav Vašíček 66' David Vaněček 75' David Vaněček | sportovní centrum Brněnské Ivanovice, Brno rozhodčí: Plesar |

| 19. ledna 2013 11:00 CET             |       |                       |                                                               |
| FC Vysočina Jihlava                  | 2 - 1 | 1. SC Znojmo          | sportovní centrum Brněnské Ivanovice, Brno rozhodčí: Adámková |
| 8' David Vaněček 61' (pen) Jan Kosak |       | 37' (pen) Todor Yonov | sportovní centrum Brněnské Ivanovice, Brno rozhodčí: Adámková |

| 19. ledna 2013 13:00 CET |       |                                      |                                                              |
| 1. FC Slovácko           | 0 - 2 | FC Zbrojovka Brno                    | sportovní centrum Brněnské Ivanovice, Brno rozhodčí: Trávník |
|                          |       | 62' Petr Buchta 85' Daniel Přerovský | sportovní centrum Brněnské Ivanovice, Brno rozhodčí: Trávník |

| 23. ledna 2013 13:00 CET |       |                                                    |                                                              |
| FC Fastav Zlín           | 1 - 3 | 1. SC Znojmo                                       | sportovní centrum Brněnské Ivanovice, Brno rozhodčí: Zelinka |
| 84' Tomáš Poznar         |       | 21' Todor Yonov 33' Adam Ševčík 53' Daniel Odehnal | sportovní centrum Brněnské Ivanovice, Brno rozhodčí: Zelinka |

### Skupina D
| #  | Tým               | Z | V | R | P | +  | -  | B  |
| 1. | SK Sigma Olomouc  | 4 | 3 | 1 | 0 | 19 | 7  | 10 |
| 2. | MFK Karviná       | 4 | 3 | 1 | 0 | 15 | 7  | 10 |
| 3. | Baník Ostrava     | 4 | 2 | 0 | 2 | 7  | 9  | 6  |
| 4. | MFK Frýdek-Místek | 4 | 1 | 0 | 3 | 7  | 13 | 3  |
| 5. | FK Slavia Orlová  | 4 | 0 | 0 | 4 | 4  | 18 | 0  |

| 5. ledna 2013 11:00 CET |       |                  |                                                |
| SK Sigma Olomouc | 7 - 0 | FK Slavia Orlová | areál Kovona Karviná, Karviná rozhodčí: Proske |
| 31' Jan Javůrek 34' Ondřej Sukup 35' Martin Doležal 42' Šimon Falta 70' Michal Hubník 75' (pen) Michal Ordoš 87' Michal Ordoš |       |                  | areál Kovona Karviná, Karviná rozhodčí: Proske |

| 9. ledna 2013 11:00 CET |       |               |                                                 |
| MFK Karviná             | 1 - 0 | Baník Ostrava | areál Kovona Karviná, Karviná rozhodčí: Matějek |
| 42' Elvist Ciku         |       |               | areál Kovona Karviná, Karviná rozhodčí: Matějek |

| 9. ledna 2013 13:00 CET                                                                 |       |                   |                                                 |
| SK Sigma Olomouc                                                                        | 5 - 2 | MFK Frýdek-Místek | areál Kovona Karviná, Karviná rozhodčí: Priesol |
| 1' Jakub Petr 16' Michal Hubník 50' (pen) Jan Navrátil 53' Jan Navrátil 67' Jakub Plšek |       |                   | areál Kovona Karviná, Karviná rozhodčí: Priesol |

| 12. ledna 2013 11:00 CET                              |       |                                                        |                                                |
| SK Sigma Olomouc                                      | 3 - 3 | MFK Karviná                                            | areál Kovona Karviná, Karviná rozhodčí: Proske |
| 29' Martin Doležal 36' Martin Doležal 68' Martin Hála |       | 3' Mariusz Sobala 24' Jakub Legierski 33' David Mikula | areál Kovona Karviná, Karviná rozhodčí: Proske |

| 12. ledna 2013 13:00 CET |       |                                   |                                                 |
| MFK Frýdek-Místek        | 1 - 2 | Baník Ostrava                     | areál Kovona Karviná, Karviná rozhodčí: Cieslar |
| 5' Petr Soukup           |       | 19' Dominik Kraut 88' Ivan Majtán | areál Kovona Karviná, Karviná rozhodčí: Cieslar |

| 16. ledna 2013 11:00 CET                                                  |       |                                          |                                                   |
| SK Sigma Olomouc                                                          | 4 - 2 | Baník Ostrava                            | areál Kovona Karviná, Karviná rozhodčí: Trávníček |
| 10' Šimon Falta 45' Pavel Dreksa 48' Oliver Špilár 568' Tomáš Zahradníček |       | 28' Martin Lukeš 36' (pen) Dominik Kraut | areál Kovona Karviná, Karviná rozhodčí: Trávníček |

| 16. ledna 2013 13:00 CET                 |       |                  |                                               |
| MFK Frýdek-Místek                        | 2 - 1 | FK Slavia Orlová | areál Kovona Karviná, Karviná rozhodčí: Gallo |
| 45' Václav Mozol 51' (pen) Radek Gulajev |       | 21' Urban        | areál Kovona Karviná, Karviná rozhodčí: Gallo |

| 18. ledna 2013 11:00 CET                                      |       |                  |                                                |
| Baník Ostrava                                                 | 3 - 1 | FK Slavia Orlová | areál Kovona Karviná, Karviná rozhodčí: Proske |
| 47' Vlastimil Stožický 57' Vlastimil Stožický 64' Petr Soukup |       | 65' Urban        | areál Kovona Karviná, Karviná rozhodčí: Proske |

| 20. ledna 2013 11:00 CET                                                                    |       |                                  |                                                 |
| MFK Karviná                                                                                 | 5 - 2 | MFK Frýdek-Místek                | areál Kovona Karviná, Karviná rozhodčí: Priesol |
| 21' Roman Fischer 63' Elvist Ciku 68' (pen) Elvist Ciku 80' Mariusz Sobala 87' Tomáš Knötig |       | 23' Václav Mozol 70' Jakub Teplý | areál Kovona Karviná, Karviná rozhodčí: Priesol |

| 23. ledna 2013 11:00 CET                                                                                        |       |                                     |                                                 |
| MFK Karviná | 6 - 2 | FK Slavia Orlová                    | areál Kovona Karviná, Karviná rozhodčí: Matějek |
| 22' Peter Hoferica 24' (pen) Aleš Besta 41' David Mikula 42' Martin Limanovský 54' Elvist Ciku 75' David Puškáč |       | 85' Jakub Jonek 87' Martin Václavek | areál Kovona Karviná, Karviná rozhodčí: Matějek |

## Playoff
|  | Semifinále | Semifinále          | Semifinále |  |  | Finále | Finále           | Finále |
|  |            |                     |            |  |  |        |                  |        |
|  | Česko      | SK Slavia Praha     | 3          |  |  |        |                  |        |
|  | Česko      | FC Hradec Králové   | 2          |  |  |        |                  |        |
|  |            |                     |            |  |  | Česko  | SK Slavia Praha  | 2      |
|  |            |                     |            |  |  | Česko  | SK Sigma Olomouc | 0      |
|  | Česko      | FC Vysočina Jihlava | 1          |  |  |        |                  |        |
|  | Česko      | SK Sigma Olomouc    | 3          |  |  |        |                  |        |

### Semifinále
| 26. ledna 2013 11:00 CET                                 |       |                                 |                                                 |
| SK Slavia Praha                                          | 3 - 2 | FC Hradec Králové               | areál Český lev Union, Beroun rozhodčí: Vlasjuk |
| 11' Tomáš Mičola 33' (pen) Martin Juhar 42' Martin Fenin |       | 59' Milan Fukal 69' Milan Fukal | areál Český lev Union, Beroun rozhodčí: Vlasjuk |

| 26. ledna 2013 13:00 CET |       |                                                       |                                                |
| FC Vysočina Jihlava      | 1 - 3 | SK Sigma Olomouc                                      | areál Český lev Union, Beroun rozhodčí: Houdek |
| 43' Tomáš Marek          |       | 18' Martin Doležal 31' Martin Šindelář 80' Jakub Petr | areál Český lev Union, Beroun rozhodčí: Houdek |

### Finále
| 27. ledna 2013 11:25 CET         |       |                  |                                                 |
| SK Slavia Praha                  | 2 - 0 | SK Sigma Olomouc | areál Český lev Union, Beroun rozhodčí: Kovařík |
| 54' Milan Škoda 72' Tomáš Mičola |       |                  | areál Český lev Union, Beroun rozhodčí: Kovařík |

## Zápasy o umístění
V těchto zápasech se utkaly týmy, které skončili na stejné pozici ve skupině. Proti sobě hrály týmy ze skupin A, B a C, D.

### Zápasy druhých ve skupině
| 26. ledna 2013 11:00 CET |                  |                |                                |
| Slovan Liberec           | pro mráz zrušeno | FK Dukla Praha | areál Slavie Praha Eden, Praha |
|                          |                  |                | areál Slavie Praha Eden, Praha |

| 26. ledna 2013 13:00 CET |       |                                                 |                                                |
| MFK Karviná              | 1 - 3 | 1. SC Znojmo                                    | areál Kovona Karviná, Karviná rozhodčí: Proske |
| 5' Martin Limanovský     |       | 10' Todor Yonov 16' Marek Heinz 83' Tomáš Lukáš | areál Kovona Karviná, Karviná rozhodčí: Proske |

### Zápasy třetích ve skupině
| 26. ledna 2013 13:00 CET |       |                 |                                |
| FK Baumit Jablonec       | 6 - 2 | Viktoria Žižkov | areál Slavie Praha Eden, Praha |
|                          |       |                 | areál Slavie Praha Eden, Praha |

| 26. ledna 2013 11:00 CET |       |                                                             |                                                              |
| FC Zbrojovka Brno        | 1 - 3 | Baník Ostrava                                               | sportovní centrum Brněnské Ivanovice, Brno rozhodčí: Zelinka |
| 60' (pen) Petr Švancara  |       | 48' Lukáš Droppa 74' (vl) Tadeáš Zezula 85' Michal Frydrych | sportovní centrum Brněnské Ivanovice, Brno rozhodčí: Zelinka |

### Zápasy čtvrtých ve skupině
| 27. ledna 2013 11:25 CET |       |                |                               |
| 1. FC Slovácko           | 0 - 7 | FC Fastav Zlín | areál Český lev Union, Beroun |
|                          |       |                | areál Český lev Union, Beroun |

| 27. ledna 2013 11:25 CET |   |                  |                               |
| SK Slavia Praha          | ' | SK Sigma Olomouc | areál Český lev Union, Beroun |
|                          |   |                  | areál Český lev Union, Beroun |

### Zápasy pátých ve skupině
| 27. ledna 2013 11:25 CET |   |                  |                               |
| SK Slavia Praha          | ' | SK Sigma Olomouc | areál Český lev Union, Beroun |
|                          |   |                  | areál Český lev Union, Beroun |

| 27. ledna 2013 11:25 CET |   |                  |                               |
| SK Slavia Praha          | ' | SK Sigma Olomouc | areál Český lev Union, Beroun |
|                          |   |                  | areál Český lev Union, Beroun |